# Elecciones provinciales de Santiago del Estero de 2002
Las elecciones generales de la provincia de Santiago del Estero de 2002 tuvieron lugar el 15 de septiembre adelantándose un año, luego de la declaración de emergencia política por parte del gobernador Carlos Ricardo Díaz, quien resultó reelecto.

## Renovación legislativa
- 50 diputados provinciales:
  - 22 diputados elegidos en distrito único por sistema proporcional.
  - 28 diputados elegidos por el sistema de lista incompleta, en cada una de las circunscripciones electorales en que se divide la Provincia.

| Circunscripción | Departamentos                                                                      | Diputados | Diputados | Diputados | Mapa |
| Circunscripción | Departamentos                                                                      | Totales   | Mayoría   | Minoría   | Mapa |
| --------------- | ---------------------------------------------------------------------------------- | --------- | --------- | --------- | --- |
| 1ª              | - Juan Francisco Borges - Silípica - Guasayán                                      | 8         | 5         | 3         | 1ª Circunscripción 2ª Circunscripción 3ª Circunscripción 4ª Circunscripción 5ª Circunscripción 6ª Circunscripción |
| 2ª              | - Banda - Robles - San Martín - Sarmiento                                          | 4         | 3         | 1         | 1ª Circunscripción 2ª Circunscripción 3ª Circunscripción 4ª Circunscripción 5ª Circunscripción 6ª Circunscripción |
| 3ª              | - Atamisqui - Choya - Loreto - Ojo de Agua - Quebrachos                            | 4         | 3         | 1         | 1ª Circunscripción 2ª Circunscripción 3ª Circunscripción 4ª Circunscripción 5ª Circunscripción 6ª Circunscripción |
| 4ª              | - Alberdi - Copo - Juan Felipe Ibarra - Moreno                                     | 4         | 3         | 1         | 1ª Circunscripción 2ª Circunscripción 3ª Circunscripción 4ª Circunscripción 5ª Circunscripción 6ª Circunscripción |
| 5ª              | - Jiménez - Pellegrini - Río Hondo                                                 | 4         | 3         | 1         | 1ª Circunscripción 2ª Circunscripción 3ª Circunscripción 4ª Circunscripción 5ª Circunscripción 6ª Circunscripción |
| 6ª              | - Avellaneda - Aguirre - Belgrano - Mitre - Rivadavia - Salavina - General Taboada | 4         | 3         | 1         | 1ª Circunscripción 2ª Circunscripción 3ª Circunscripción 4ª Circunscripción 5ª Circunscripción 6ª Circunscripción |

## Resultados

### Gobernador y vicegobernador
| Lema                           | Lema                       | Sublema                                  | Fórmula               | Fórmula                    | Sublema               | Sublema               | Lema    | Lema  |
| Lema                           | Lema                       | Sublema                                  | Gobernador            | Vicegobernador             | Votos                 | %                     | Votos   | %     |
| ------------------------------ | -------------------------- | ---------------------------------------- | --------------------- | -------------------------- | --------------------- | --------------------- | ------- | ----- |
|                                | Frente Justicialista       | Partido Justicialista                    | Carlos Ricardo Díaz   | Mercedes Aragonés          | 198.085               | 100                   | 198.085 | 68,11 |
|                                | Unión Cívica Radical       | Unidad y Compromiso Radical              | José Zavalía          | Marcelo Lugones            | 16.175                | 42,54                 | 38.015  | 13,07 |
| Alternativa Ética y Social     | Unión Cívica Radical       | 11.498                                   | José Zavalía          | Marcelo Lugones            | 30,24                 |                       | 38.015  | 13,07 |
| Fuerza de Unidad Popular       | Unión Cívica Radical       | 3.107                                    | José Zavalía          | Marcelo Lugones            | 8,17                  |                       | 38.015  | 13,07 |
| Doctrina, Tradición y Juventud | Unión Cívica Radical       | 2.427                                    | José Zavalía          | Marcelo Lugones            | 6,38                  |                       | 38.015  | 13,07 |
| Cambio Cívico                  | Unión Cívica Radical       | 1.936                                    | José Zavalía          | Marcelo Lugones            | 5,09                  |                       | 38.015  | 13,07 |
| Cambio Ciudadano               | Unión Cívica Radical       | 1.847                                    | José Zavalía          | Marcelo Lugones            | 4,85                  |                       | 38.015  | 13,07 |
| Solidaridad Santiagueña        | Unión Cívica Radical       | 1.025                                    | José Zavalía          | Marcelo Lugones            | 2,69                  |                       | 38.015  | 13,07 |
|                                | Movimiento Santiago Viable | Participación Viable                     | Héctor Ruiz           | Daniel Serrano             | 14.758                | 59,76                 | 24.693  | 8,49  |
| 26 de Julio                    | Movimiento Santiago Viable | 9.935                                    | Héctor Ruiz           | Daniel Serrano             | 40,23                 |                       | 24.693  | 8,49  |
|                                | Movimiento Cívico y Social | Alternativa por una República de Iguales | Mario Bonacina        | Azucena Brunello de Zurita | 15.441                | 71,78                 | 21.509  | 7,39  |
| Fuerza Cívica                  | Movimiento Cívico y Social | 2.964                                    | Mario Bonacina        | Azucena Brunello de Zurita | 13,78                 |                       | 21.509  | 7,39  |
| Con Memoria                    | Movimiento Cívico y Social | 1.466                                    | Mario Bonacina        | Azucena Brunello de Zurita | 6,81                  |                       | 21.509  | 7,39  |
| Unión de Fuerzas Sociales      | Movimiento Cívico y Social | 1.390                                    | Mario Bonacina        | Azucena Brunello de Zurita | 6,46                  |                       | 21.509  | 7,39  |
| Fuerza Social Cristiana        | Movimiento Cívico y Social | 248                                      | Mario Bonacina        | Azucena Brunello de Zurita | 1,17                  |                       | 21.509  | 7,39  |
|                                | Izquierda Unida            | Unidad de la Izquierda                   | Carlos Caló           | Cristina Urquiza           | 5.824                 | 100                   | 5.824   | 2,00  |
|                                | Unidad Socialista          | Convergencia Social                      | Aldo Bravo            | Isabel Vera de Lázari      | 2.705                 | 100                   | 2.705   | 0,93  |
| Votos positivos                | Votos positivos            | Votos positivos                          | Votos positivos       | Votos positivos            | Votos positivos       | Votos positivos       | 290.831 | 94,45 |
| Votos en blanco                | Votos en blanco            | Votos en blanco                          | Votos en blanco       | Votos en blanco            | Votos en blanco       | Votos en blanco       | 11.147  | 3,62  |
| Votos anulados                 | Votos anulados             | Votos anulados                           | Votos anulados        | Votos anulados             | Votos anulados        | Votos anulados        | 5.471   | 1,77  |
| Votos recurridos               | Votos recurridos           | Votos recurridos                         | Votos recurridos      | Votos recurridos           | Votos recurridos      | Votos recurridos      | 461     | 0,14  |
| Votos impugnados               | Votos impugnados           | Votos impugnados                         | Votos impugnados      | Votos impugnados           | Votos impugnados      | Votos impugnados      | 8.756   | 2,84  |
| Participación                  | Participación              | Participación                            | Participación         | Participación              | Participación         | Participación         | 307.910 | 59,51 |
| Electores registrados          | Electores registrados      | Electores registrados                    | Electores registrados | Electores registrados      | Electores registrados | Electores registrados | 517.358 | 100   |
| Mesas escrutadas: 99,90%       |                            |                                          |                       |                            |                       |                       |         |       |
| Fuente:                        |                            |                                          |                       |                            |                       |                       |         |       |

### Cámara de Diputados
| ← 2001 · Cámara de Diputados · 2005 → | ← 2001 · Cámara de Diputados · 2005 → | ← 2001 · Cámara de Diputados · 2005 → | ← 2001 · Cámara de Diputados · 2005 → | ← 2001 · Cámara de Diputados · 2005 → | ← 2001 · Cámara de Diputados · 2005 → |
| Partido                               | Partido                               | Votos                                 | %                                     | Bancas                                | Electos |
| ------------------------------------- | ------------------------------------- | ------------------------------------- | ------------------------------------- | ------------------------------------- | --- |
|                                       | Frente Justicialista                  | 190.194                               | 67,14                                 | 35/50                                 | Ver electos: - Norma Lucía Aguirre - Carlos Alfredo Anauate - Dolores Del Valle Autalan - Ángel Ramón Bagli - Joaquín Alberto Botta - Georgina Angélica Cáceres - Román Remigio Cano - Rodolfo Lino Capellini - Julio Ernesto Castro - Amado Tomás Chamorro - María Cristina Cieri - Ana María Concha Fragola - Daniel Escobar Correa - Luis Alberto Fernández - Elena Aurelia Garibe - Cristina Mónica González - Pastora del Valle González - José Gramaglia - Carlos Alberto Hazam - Nieves Ibáñez - Myrna Juárez Reuter - Cristina Del Valle Luna - Felipa Amalia Montenegro - Rosario Navarro - Graciela Hortensia Olmos - Eva Leila Peralta - Miguel Ángel Robles - Mabel Beatriz Rodríguez - Vilma Ruffinazzi - Carlos Salido - Carlos Miguel Segienowicz - Porfirio Virgilio Valenti - Ana María Vázquez - Manuel Yorbandi - María Isabel Zavaleta |
|                                       | Unión Cívica Radical                  | 39.842                                | 14,06                                 | 11/50                                 | Ver electos: - Eduardo Abalovich - Ana Alzogaray - Carlos Belocevich - César Brandan - Carlos Arturo Bustamante - Estella Maris González - Miguel Alfredo Marcoux - Guillermo Molinari - Ángel Hugo Niccolai - Cristian Rodolfo Oliva - Luis R. Ovejero |
|                                       | Movimiento Santiago Viable            | 23.832                                | 8,41                                  | 2/50                                  | - Héctor Eduardo Ruiz - José Fares Ruiz |
|                                       | Movimiento Cívico y Social            | 20.822                                | 7,35                                  | 2/50                                  | - Juan Manuel Beltramino - Imelda Ramos |
|                                       | Izquierda Unida                       | 5.761                                 | 2,03                                  |                                       | |
|                                       | Unidad Socialista                     | 2.801                                 | 0,98                                  |                                       | |
| Votos positivos                       | Votos positivos                       | 283.252                               | 95,30                                 |                                       | |
| Votos en blanco                       | Votos en blanco                       | 9.778                                 | 8,38                                  |                                       | |
| Votos nulos                           | Votos nulos                           | 3.812                                 | 1,28                                  |                                       | |
| Votos recurridos                      | Votos recurridos                      | 369                                   | 0,12                                  |                                       | |
| Votos impugnados                      | Votos impugnados                      | 8.756                                 | 2,94                                  |                                       | |
| Participación                         | Participación                         | 297.211                               | 57,45                                 |                                       | |
| Electores registrados                 | Electores registrados                 | 517.358                               | 100                                   |                                       | |
| Mesas escrutadas: 99,90%              |                                       |                                       |                                       |                                       | |
| Fuentes:                              |                                       |                                       |                                       |                                       | |

### Convención Constituyente
| Partido                  | Partido                    | Votos   | %     | Bancas | Electos |
| ------------------------ | -------------------------- | ------- | ----- | ------ | --- |
|                          | Frente Justicialista       | 188.632 | 67,36 | 35/50  | Ver electos: - Norma Lucía Aguirre - Carlos Alfredo Anauate - Dolores del Valle Autalan - Ángel Ramón Bagli - Joaquín Alberto Botta - Román Remigio Cano - Georgina Angélica Cáceres - Rodolfo Lino Capellini - Julio Castro - María Cristina Cieri - Ana María Concha Fragola - Amado Tomás Chamorro - Daniel Escobar Correa - Luis Fernández - Elena Garibe - Mónica González - Pastora del V. González - José Alberto Gramaglia - Carlos Alberto Hazam - Nieves del V. Ibáñez - Miran Juárez Reuter - Cristina Luna - Felipa Amalia Montenegro - Darío Augusto Moreno - Rosario Navarro - Graciela Hortensia Olmos - Eva Leila Peralta - Miguel Ángel Robles - Mabel Beatriz Rodríguez - Vilma Rosa Ruffinazzi - Carlos Salido - Carlos Miguel Segienowicz - Ana María Vázquez - Manuel Antonio Yorbandi - María Isabel Zavaleta |
|                          | Unión Cívica Radical       | 38.685  | 13,81 | 11/50  | Ver electos: - Ilda Sánchez Colombo de Argibay - Raúl Ayuch - Abelardo Jorge Basbus - Omar Fantoni - Antonio Américo Leiton - Luis Eduardo Lugones - Claudia Núñez - Ramiro Santillán Zavalía - Víctor Eduardo Taboada - María del Carmen Yocca - Mario Ramón Yocca |
|                          | Movimiento Santiago Viable | 23.509  | 8,39  | 2/50   | - Edith Elizabeth Astudillo - Cristian Martínez López |
|                          | Movimiento Cívico y Social | 20.648  | 7,37  | 2/50   | - Eduardo Remigio Bonacina - Marta Alicia Luna |
|                          | Izquierda Unida            | 5.760   | 2,05  |        | |
|                          | Unidad Socialista          | 2.768   | 0,98  |        | |
| Votos positivos          | Votos positivos            | 280.002 | 95,08 |        | |
| Votos en blanco          | Votos en blanco            | 10.317  | 5,50  |        | |
| Votos nulos              | Votos nulos                | 3.815   | 1,29  |        | |
| Votos recurridos         | Votos recurridos           | 366     | 0,12  |        | |
| Votos impugnados         | Votos impugnados           | 8.756   | 2,97  |        | |
| Participación            | Participación              | 294.500 | 56,92 |        | |
| Electores registrados    | Electores registrados      | 517.358 | 100   |        | |
| Mesas escrutadas: 99,90% |                            |         |       |        | |
| Fuentes:                 |                            |         |       |        | |